# Pier Francesco Orsini
Pier Francesco Orsini, ook Vicino Orsini genoemd (Rome, 4 juli 1523 - Bomarzo, 28 januari 1585), was een Italiaans edelman, condottiero en mecenas (beschermheer van de kunst). Hij is beroemd geworden als opdrachtgever van de Tuinen van Bomarzo (Italiaans: Il Parco dei Mostri di Bomarzo) waarin een groot aantal merkwaardige monsterbeelden is geplaatst. Deze tuinen zijn aangelegd in maniëristische trant (late renaissance).

## Levensloop

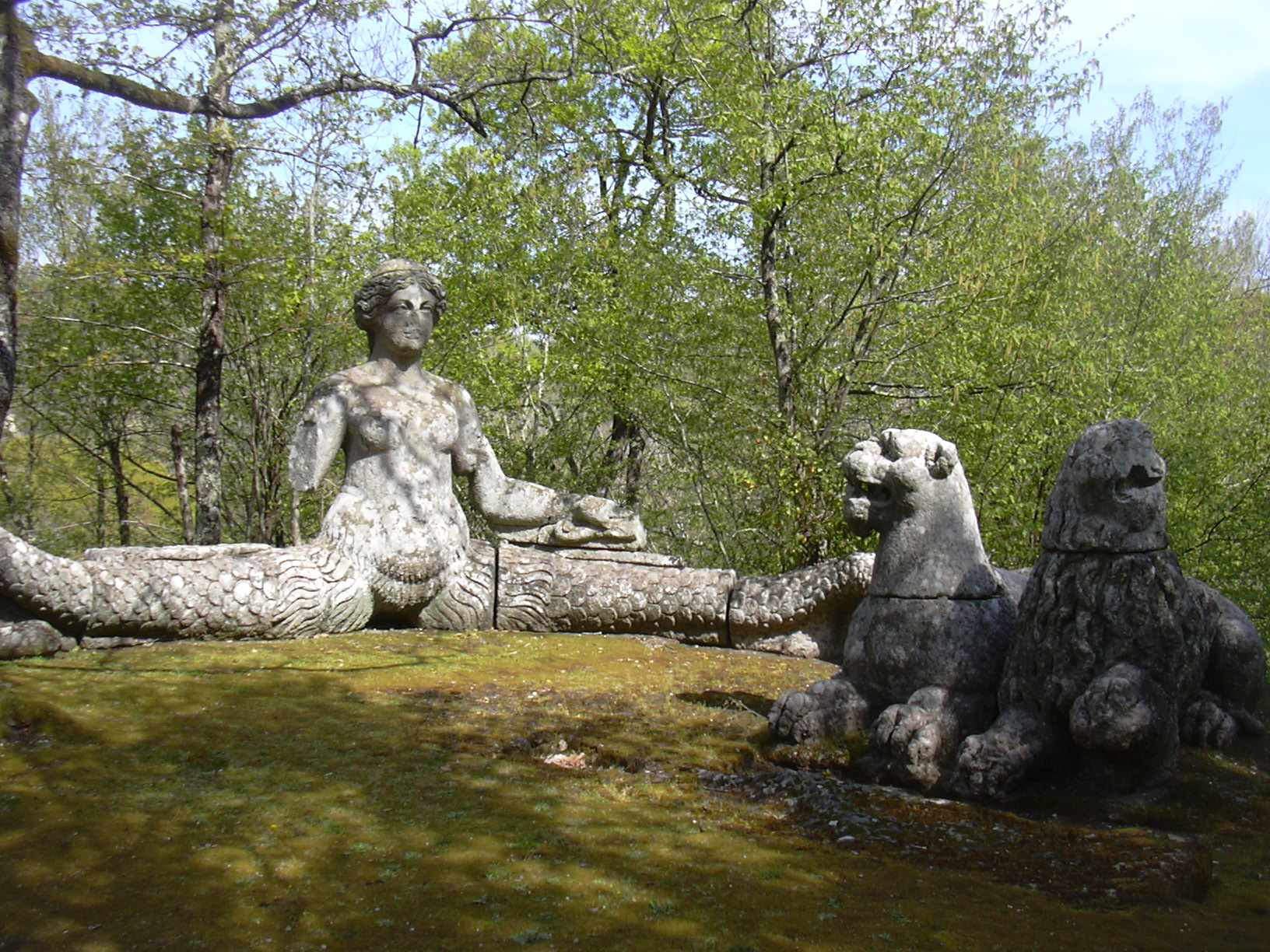
Sirene met leeuwen in de Tuinen van Bomarzo

Pier Francesco Orsini was de zoon van Giovanni Corrado Orsini en Clarice Orsini. Zeven jaar na de dood van zijn vader erfde hij de heerlijkheid Bomarzo, dankzij bemiddeling door kardinaal Alessandro Farnese (de latere paus Paulus III). Orsini trouwde in 1544 met Giulia Farnese, de dochter van Galeazzo Farnese, Heer van Latera Zij kregen vier zoons en twee dochters. Na de dood van Giulia in januari 1557 hertrouwde hij met Cleria Clementini. Uit dit tweede huwelijk werden een dochter en een zoon geboren.
Zijn loopbaan als condottiero eindigde in de vijftiger jaren van de zestiende eeuw na zijn gevangenneming en nadat met de Vrede van Cateau-Cambrésis een eind was gekomen aan de Italiaanse Oorlogen. Orsini trok zich terug in Bomarzo en omringde zich met kunstenaars en schrijvers. Hij richtte zich op een epicuristische levensstijl die gekenmerkt werd door afwezigheid van religie. Hij liet vanaf 1547 de Tuinen van Bomarzo aanleggen door Pirro Ligorio, een bekende architect en kunstenaar uit die tijd. De onalledaagse beelden en voorstellingen vormen een suggestief voorbeeld van de Italiaanse, laat-renaissancistische kunst. Na de dood van zijn vrouw droeg Pier Francesco Orsini de Tuinen van Bomarzo op aan haar nagedachtenis.

## Verwijzingen in kunst en literatuur
- Alberto Ginastera's opera Bomarzo uit 1967 is gebaseerd op het leven van Pier Francesco Orsini, zoals verteld in het gelijknamige boek Bomarzo, geschreven door de Argentijnse schrijver Manuel Mujica Lainez
- De bizarre beelden in de Tuinen van Bomarzo vormden een inspiratiebron voor kunstenaars als Carel Willink, Jean Cocteau en Salvador Dali
- Hella Haasse schreef in 1968 De tuinen van Bomarzo (mengvorm van historische roman en literair essay).